# 2945 Zanstra
2945 Zanstra eller 1935 ST1 är en asteroid i huvudbältet som upptäcktes den 28 september 1935 av den holländske astronomen Hendrik van Gent i Johannesburg. Den har fått sitt namn efter den nederländske astronomen Herman Zanstra.
Asteroiden har en diameter på ungefär 23 kilometer.